# Ensemble (architectuur)
Een ensemble is een architectonisch en stedenbouwkundig geordend geheel van meerdere objecten. De waarde ervan wordt bepaald door de samenhang van de objecten: de ensemblewaarde.

## Kenmerken
Een aantal kenmerken die een geheel tot een ensemble maken:
- één architectonische grondtoon;
- samenhang door materiaalgebruik en detaillering;
- een samenhang van bebouwing en objecten in de omgeving;
- een samenhang van een gebouw en het interieur.

## Nederlandse Erfgoedwet
Een rijksmonument tezamen met cultuurgoederen kan worden aangewezen als ensemble, indien het geheel van rijksmonument en de cultuurgoederen
in onderlinge samenhang van bijzondere cultuurhistorische, architectuurhistorische of wetenschappelijke betekenis is. Dit is vastgelegd in de Erfgoedwet van 2017.
De ensemblewaarde omschrijft de waarde van een monument en de meerwaarde door de samenhang van objecten in de omgeving of de samenhang met het interieur.

## Voorbeelden van een ensemble
- Standbeeld van de gebroeders De Witt en omgeving in Dordrecht;
- De drie hefbruggen Waddinxveen, Boskoop en Gouwesluis over de rivier de Gouwe;
- Beurs van Berlage met interieur in Amsterdam;
- Jachthuis Sint-Hubertus met interieur. In de rugleuningen van de stoelen is het Hubertuskruis verwerkt.
- Abdij van Park, architecturaal ensemble uit de 13e, 16e, 17e en 18e eeuw.[1]